# Aleksandr Pawlenko (hokeista)
Aleksandr Dmitrijewicz Pawlenko, ros. Александр Дмитриевич Павленко (ur. 11 kwietnia 1999 w Kiszyniowie) – rosyjski hokeista.

## Kariera
- CSKA Moskwa do lat 16 (2014-2015)
- CSKA Moskwa do lat 17 (2015-2016)
- Awto Jekaterynburg (2016-2019)
- HK Zemgale (2019-2020)
- Sokił Kijów (2020-2022)
- STS Sanok (2022)

Urodził się w stolicy Mołdawii jako syn pół-Ukraińca. Wychowanek klubu Orbita w rosyjskim Zielenogradzie. Karierę rozwijał w drużynach juniorskich CSKA Moskwa. W sezonie 2014/2015 był kadrowiczem reprezentacji Rosji do lat 16. Od 2016 przez trzy sezony był zawodnikiem zespołu Awto Jekaterynburg w rosyjskich rozgrywkach juniorskich MHL. Następnie w sezonie 2019/2020 reprezentował łotewski klub z Zemgale. Od 2020 przez dwa sezony grał w barwach ukraińskiego Sokiłu Kijów. Po inwazji Rosji na Ukrainę sprzeciwił się napastniczej wojnie. Od sierpnia 2022 przebywał na testach w klubie STS Sanok z rozgrywek Polskiej Hokej Ligi, a w następnym miesiącu podpisał kontrakt z tym klubem. Na początku listopada 2022 jego kontrakt został rozwiązany.

## Sukcesy
Klubowe
- Finał o Puchar Charłamowa: 2019 z Awto Jekaterynburg
- Srebrny medal MHL: 2019 z Awto Jekaterynburg
- Srebrny medal mistrzostw Ukrainy: 2021 z Sokiłem Kijów
- Złoty medal mistrzostw Ukrainy: 2022 z Sokiłem Kijów